# Turó de la Beromina
El Turó de la Beromina, també anomenat turó de la Barromina és una muntanya de la serra de Collcardús de 468 metres d'alçada. Està situada al terme municipal de Viladecavalls, a la comarca del Vallès Occidental.